# (20503) Adamtazi
(20503) Adamtazi (1999 RX14) – planetoida z pasa głównego asteroid okrążająca Słońce w ciągu 5,17 lat w średniej odległości 2,99 j.a. Odkryta 7 września 1999 roku.